# 珀斯山
46°25′17″N 9°57′13″E / 46.42139°N 9.95361°E

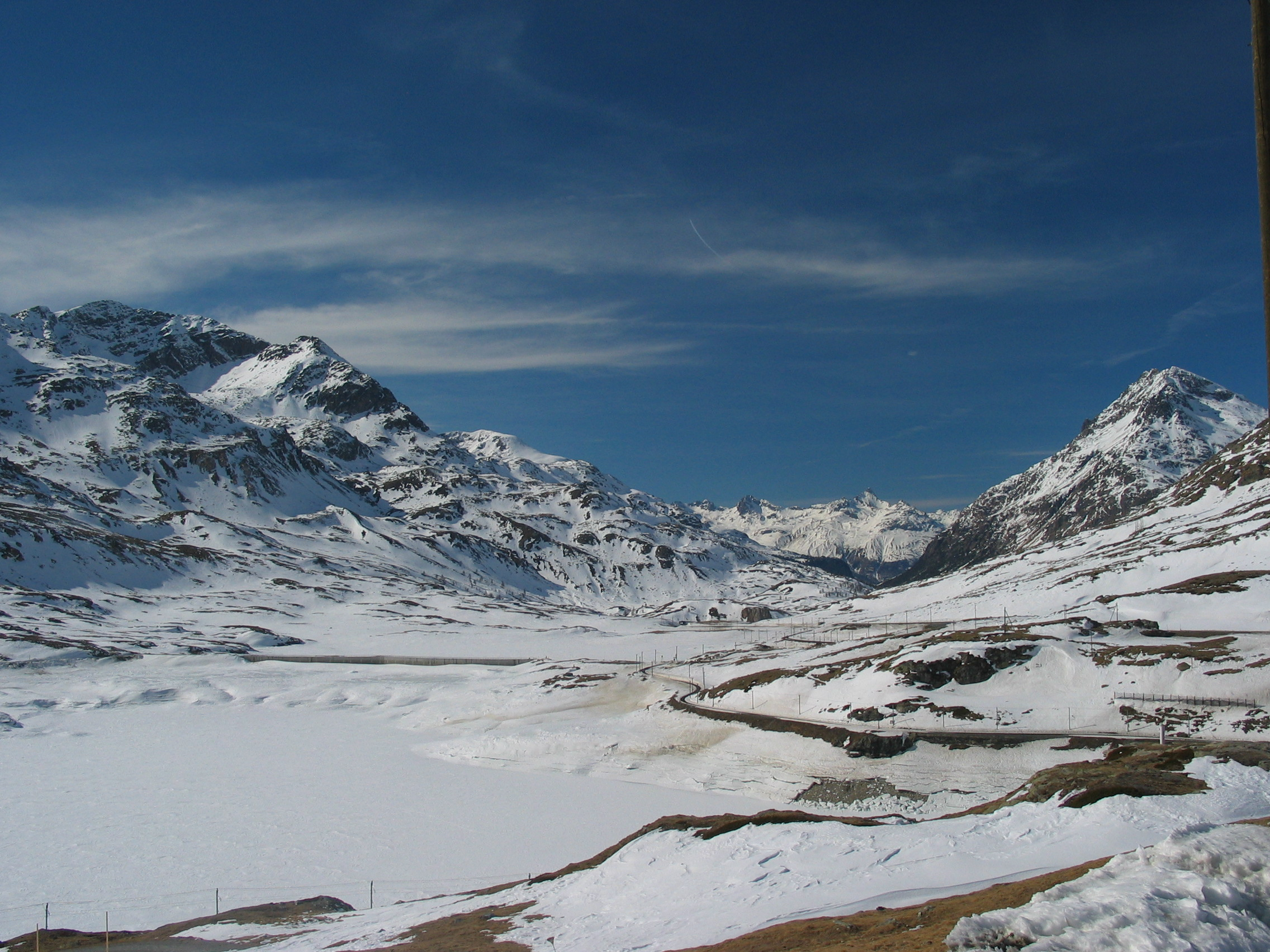

珀斯山（Munt Pers），是瑞士的山峰，位於該國東南部，由格勞賓登州負責管轄，屬於貝爾尼納山脈的一部分，海拔高度3,207米，每年平均降雨量1,386毫米。